# Jiuli (socken i Kina, Jiangsu)
Jiuli (kinesiska: 九里, 九里乡) är en socken i Kina. Den ligger i provinsen Jiangsu, i den östra delen av landet, omkring 330 kilometer norr om provinshuvudstaden Nanjing.
Genomsnittlig årsnederbörd är 1 098 millimeter. Den regnigaste månaden är juli, med i genomsnitt 341 mm nederbörd, och den torraste är januari, med 10 mm nederbörd.